# 하양여자중학교
하양여자중학교(河陽女子中學校)는 대한민국 경상북도 경산시 하양읍 대학리에 있는 사립 중학교이다.

## 학교 연혁
- 1952년 5월 10일 : 재단법인 창선학원 설립
- 1952년 10월 25일 : 하양중학교 개교, 초대 김문조 교장 취임
- 1966년 12월 6일 : 학교법인 경산학원 설립, 초대 이사장 이재희 취임
- 1981년 12월 14일 : 하양여자중학교로 교명 변경 승인
- 1996년 3월 1일 : 하양읍 대학리 100번지 교사 이전
- 1997년 9월 1일 : 하양여자중·고등학교 (병설에서 단설)
- 2013년 7월 15일 : 하양연합오케스트라 창단
- 2019년 3월 1일 : 학급편성 지침 (21학급→20학급)
- 2021년 1월 4일 : 제68회 졸업식(159명) 졸업생 수(16,683명)
- 2021년 3월 2일 : 제70회 입학(7학급 148명)
- 2022년 9월 1일 : 제17대 이석환 교장 취임
- 2025년 3월 1일 : 학급편성 지침 (21학급→18학급)

## 참고 자료
- 하양여자중학교 - 한국교육학술정보원 학교알리미